# ایوری گیتلیس
ایوری گیتلیس (به عبری: עברי גיטליס) (زادهٔ ۲۵ اوت ۱۹۲۲ در حیفا – درگذشتهٔ ۲۴ دسامبر ۲۰۲۰ در پاریس) نوازندهٔ برجستهٔ ویولن، آموزش‌گر، نویسنده، و هنرپیشه اهل اسرائیل و فرانسه بود. او از سال ۱۹۹۰ میلادی، سفیر حسن‌نیت و صلح یونسکو بود.

## زندگی
پدر و مادر ایوری گیتلیس در سال ۱۹۲۱ از کامیانتس-پودیلسکیی (واقع در اوکراین امروزی) به فلسطین آمدند و ایوری آموختن ویولن را از سن ۵ سالگی آغاز کرد و مدتی به‌طور خصوصی، شاگرد بن-آمی (از شاگردان یوژف سیگه‌تی) بود. سپس در سن ۶ سالگی در حضور برونیسلاو هوبرمان ویولن نواخت و درخشش در آنجا باعث شد تا هزینهٔ سفر و تحصیل او در پاریس تأمین شود. ایوری گیتلیس در سن ۱۱ سالگی وارد «کنسرتوار پاریس» و کلاس‌های ژول بوشه‌ریت شد و در سال ۱۹۳۵ فارغ‌التحصیل گردید. او دوره‌های تکمیلی نوازندگی ویولن را از جورجه انسکو و ژاک تیبو (در پاریس) و کارل فلش (در اسپا و لندن) فرا گرفت.
ایوری گیتلیس در جریان جنگ جهانی دوم دوم به لندن رفت و مسئول بخش هنری نیروی زمینی بریتانیا شد و به اجرای برنامه برای نیروهای متفقین پرداخت. در سال ۱۹۵۱ با توصیهٔ استادش آلیس پاشکوس در رقابت‌های ویولن‌نوازی لون-تیبو شرکت کرد و مقام پنجم را بدست آورد. ایوری گیتلیس در دههٔ ۱۹۵۰ میلادی به ایالات متحده آمریکا رفت و پس از آشنایی با یاشا هایفتز، چندین کنسرت با رهبران ارکستر مشهوری همچون یوجین اورمندی و جرج سل اجرا کرد. ایوری از اواخر دههٔ ۱۹۶۰ میلادی در شهر پاریس زندگی می‌کرد.
ایوری با برخی از سرشناس‌ترین ارکسترهای جهان، برنامه اجرا کرده‌است که از آن میان می‌توان به فیلارمونیک لندن، فیلارمونیک نیویورک، فیلارمونیک برلین، فیلارمونیک وین، ارکستر فیلادلفیا، و ارکستر فیلارمونیک اسرائیل اشاره کرد.
از فیلم‌ها یا برنامه‌های تلویزیونی که وی در آن نقش داشته است می‌توان به سوان عاشق، سرگذشت آدل ه.، و سیرک راک اند رول رولینگ استونز اشاره کرد.
ایوری گیتلیس در تاریخ ۲۴ دسامبر ۲۰۲۰ در پاریس درگذشت.